# Campeonato Mundial de Clubes da FIFA de 2001
O Campeonato Mundial de Clubes da FIFA de 2001 foi uma tentativa por parte da FIFA de organizar a segunda edição da Copa do Mundo de Clubes da FIFA, no ano de 2001. Estava previsto para o campeonato ocorrer na Espanha, entre 28 de Julho e 12 de Agosto, com a participação de 12 clubes, sendo 2 de cada confederação continental (com exceção da Oceania, que teria apenas um representante), mais o campeão do país-sede (último campeão espanhol). 
O anúncio da realização da Copa do Mundo de Clubes da FIFA a partir de 2000 levou o jornal O Estado de S. Paulo a supor que a edição de 1999 poderia ser a última edição da Copa Intercontinental. Porém, o mesmo jornal em sua edição de 30 de novembro de 1999 confirmou que os patrocinadores da Copa Intercontinental tinham um acerto com UEFA e CONMEBOL para a realização da mesma até 2003. A FIFA, por outro lado, não conseguiu realizar sua Copa do Mundo de Clubes em 2001, 2002 e 2003, pois a edição de 2001 (prevista para julho e agosto de 2001) foi, em 18 de maio de 2001, postergada para 2003 e depois cancelada, em função de problemas com patrocinadores e parceiros da FIFA, sobretudo a ISL. Em fevereiro de 2004, a FIFA anunciou a intenção de relançar seu Mundial de Clubes. Após negociações da FIFA com UEFA, CONMEBOL e Toyota (confederações representadas e patrocinador), em maio de 2004 foi anunciado que a Intercontinental seria disputada pela última vez em 2004, e que a partir de 2005 ela seria substituída pela Copa do Mundo de Clubes da FIFA.

## Clubes
| AFC       | Jubilo Iwata           | Japão          | Campeão da Copa dos Campeões da Ásia de 1999          |
| AFC       | Al-Hilal               | Arábia Saudita | Campeão da Copa dos Campeões da Ásia de 2000          |
| CAF       | Hearts of Oak          | Gana           | Campeão da Liga dos Campeões da CAF de 2000           |
| CAF       | Zamalek                | Egito          | Campeão da Recopa Africana de 2000                    |
| CONCACAF  | Los Angeles Galaxy     | Estados Unidos | Campeão da Copa dos Campeões da CONCACAF de 2000      |
| CONCACAF  | CD Olimpia             | Honduras       | Vice-campeão da Copa dos Campeões da CONCACAF de 2000 |
| CONMEBOL  | Palmeiras              | Brasil         | Campeão da Copa Libertadores da América de 1999       |
| CONMEBOL  | Boca Juniors           | Argentina      | Campeão da Copa Libertadores da América de 2000       |
| OFC       | Wollongong Wolves      | Austrália      | Campeão da Copa dos Campeões da OFC de 2001           |
| UEFA      | Real Madrid            | Espanha        | Campeão da Liga dos Campeões da UEFA de 1999–00       |
| UEFA      | Galatasaray            | Turquia        | Campeão da Copa da UEFA de 1999–00                    |
| País-Sede | Deportivo de La Coruña | Espanha        | Campeão do Campeonato Espanhol de 1999-00             |

1. O La Coruña foi indicado pelo país-sede.
2. O Corinthians, campeão da edição de 2000, não foi convidado para a segunda edição do Mundial de Clubes da FIFA.
3. Inicialmente, o Manchester United seria o segundo indicado pela UEFA (por ter vencido a Liga dos Campeões de 1999), mas a entidade acabou indicando o Galatasaray.
4. A RFEF (Real Federação Espanhola de Futebol) havia proposto à FIFA a ampliação do campeonato para 16 clubes, concedendo mais duas vagas para a Conmebol e outras duas para a UEFA, alegando que desta forma a qualidade do torneio e o interesse da população aumentariam. A proposta foi aceita pelo comitê organizador do Mundial e apoiada pela presidente da FIFA, Joseph Blatter, além de ter sido aceita também pela Conmebol. Porém, com o adiamento e posterior cancelamento da competição, não se chegou a oficializar a mudança ou a anunciar os clubes que participariam do campeonato.
5. Os quatro times adicionais que seriam classificados ao torneio seriam, provavelmente, por parte da Conmebol, o Corinthians, por ser um dos semifinalistas da Copa Libertadores de 2000, e o River Plate, quinto colocado da mesma competição (um dos times eliminados nas quartas-de-final), já que o outro semifinalista, o Club América do México, não poderia representar a Conmebol por ser filiado em outra confederação continental, a Concacaf. Por parte da UEFA provavelmente seriam o Valência, vice-campeão da Liga dos Campeões da UEFA de 2000, e/ou o Arsenal, vice-campeão da Copa da UEFA de 2000, ou o terceiro colocado da Liga dos Campeões da UEFA de 2000, o vencedor de Bayern de Munique e Barcelona.

## Fase de grupos

### Grupo A
| Pos. | Equipe              | P | J | V | E | D | GP | GC | SG |
| ---- | ------------------- | - | - | - | - | - | -- | -- | -- |
| 1    | Boca Juniors        | 0 | 0 | 0 | 0 | 0 | 0  | 0  | 0  |
| 2    | Deportivo La Coruña | 0 | 0 | 0 | 0 | 0 | 0  | 0  | 0  |
| 3    | Wollongong          | 0 | 0 | 0 | 0 | 0 | 0  | 0  | 0  |
| 4    | Zamalek             | 0 | 0 | 0 | 0 | 0 | 0  | 0  | 0  |

| 28 de julho | Boca Juniors | Partida 1 | Deportivo La Coruña | Estádio de Riazor, Corunha |
|             |              |           |                     |                            |

| 29 de julho | Zamalek | Partida 2 | Wollongong | Estádio de Riazor, Corunha |
|             |         |           |            |                            |

| 1 de agosto | Boca Juniors | Partida 7 | Zamalek | Estádio de Riazor, Corunha |
|             |              |           |         |                            |

| 1 de agosto | Deportivo La Coruña | Partida 8 | Wollongong | Estádio de Riazor, Corunha |
|             |                     |           |            |                            |

| 4 de agosto | Wollongong | Partida 13 | Boca Juniors | Estádio de San Lázaro, Santiago de Compostela |
|             |            |            |              |                                               |

| 4 de agosto | Deportivo La Coruña | Partida 14 | Zamalek | Estádio de Riazor, Corunha |
|             |                     |            |         |                            |

### Grupo B
| Pos. | Equipe      | P | J | V | E | D | GP | GC | SG |
| ---- | ----------- | - | - | - | - | - | -- | -- | -- |
| 1    | Al-Hilal    | 0 | 0 | 0 | 0 | 0 | 0  | 0  | 0  |
| 2    | Palmeiras   | 0 | 0 | 0 | 0 | 0 | 0  | 0  | 0  |
| 3    | Olimpia     | 0 | 0 | 0 | 0 | 0 | 0  | 0  | 0  |
| 4    | Galatasaray | 0 | 0 | 0 | 0 | 0 | 0  | 0  | 0  |

| 29 de julho | Palmeiras | Partida 3 | Olimpia | Vicente Calderón, Madrid |
|             |           |           |         |                          |

| 30 de julho | Galatasaray | Partida 4 | Al-Hilal | Vicente Calderón, Madrid |
|             |             |           |          |                          |

| 2 de agosto | Olimpia | Partida 9 | Galatasaray | Vicente Calderón, Madrid |
|             |         |           |             |                          |

| 2 de agosto | Palmeiras | Partida 10 | Al-Hilal | Vicente Calderón, Madrid |
|             |           |            |          |                          |

| 5 de agosto | Al-Hilal | Partida 15 | Olimpia | Santiago Bernabéu, Madrid |
|             |          |            |         |                           |

| 5 de agosto | Galatasaray | Partida 16 | Palmeiras | Vicente Calderón, Madrid |
|             |             |            |           |                          |

### Grupo C
| Pos. | Equipe             | P | J | V | E | D | GP | GC | SG |
| ---- | ------------------ | - | - | - | - | - | -- | -- | -- |
| 1    | Real Madrid        | 0 | 0 | 0 | 0 | 0 | 0  | 0  | 0  |
| 2    | Júbilo Iwata       | 0 | 0 | 0 | 0 | 0 | 0  | 0  | 0  |
| 3    | Los Angeles Galaxy | 0 | 0 | 0 | 0 | 0 | 0  | 0  | 0  |
| 4    | Hearts of Oak      | 0 | 0 | 0 | 0 | 0 | 0  | 0  | 0  |

| 31 de julho | Real Madrid | Partida 5 | Júbilo Iwata | Santiago Bernabéu, Madrid |
|             |             |           |              |                           |

| 31 de julho | Hearts of Oak | Partida 6 | Los Angeles Galaxy | Santiago Bernabéu, Madrid |
|             |               |           |                    |                           |

| 3 de agosto | Júbilo Iwata | Partida 11 | Hearts of Oak | Santiago Bernabéu, Madrid |
|             |              |            |               |                           |

| 3 de agosto | Los Angeles Galaxy | Partida 12 | Real Madrid | Santiago Bernabéu, Madrid |
|             |                    |            |             |                           |

| 6 de agosto | Los Angeles Galaxy | Partida 17 | Júbilo Iwata | Vicente Calderón, Madrid |
|             |                    |            |              |                          |

| 6 de agosto | Real Madrid | Partida 18 | Hearts of Oak | Santiago Bernabéu, Madrid |
|             |             |            |               |                           |

## Fase final

### Semifinais
| 9 de agosto | Vencedor Grupo A | Partida 19 | Vencedor Grupo B | Estádio de Riazor, Corunha |
|             |                  |            |                  |                            |

| 9 de agosto | Vencedor Grupo C | Partida 20 | Melhor segundo lugar | Santiago Bernabéu, Madrid |
|             |                  |            |                      |                           |

### Disputa pelo terceiro lugar
|  | Perdedor Partida 19 | Partida 21 | Perdedor Partida 20 | Santiago Bernabéu, Madrid |
|  |                     |            |                     |                           |

### Final
| 12 de agosto | Vencedor Partida 19 | Partida 22 | Vencedor Partida 20 | Santiago Bernabéu, Madrid |
|              |                     |            |                     |                           |